# Inigo Arista
Inigo Iniguez Aritza, Iñigo Iñiguez Arista, bask. Eneko Aritza, Eneko Aiza, Eneko Arista (ur. ok. 790, zm. 851) – król Nawarry 824-851.
Pochodził z rodu hrabiów Arista, spokrewnionych z wizygockim rodem Banu Qasi.
Inigo Iniguez Aritza stanął na czele buntu wymierzonego przeciwko ekspansji Franków na terenie Pirenejów i ograniczaniu suwerenności lokalnych plemion. W 816 roku pokonał frankofilskiego wodza Velasco i rozpoczął jednoczenie pirenejskich górali. W latach 822-824 zorganizował organizm państwowy ze stolicą w Pampelunie, który stał się zalążkiem królestwa Nawarry. W czasie swoich rządów wielokrotnie zmuszony był walczyć o niezależność. Hołd lenny próbowali od niego wymusić władcy: Asturii, Akwitanii i Kordoby. Inigo zdołał jednak odeprzeć najazd Franków w 824 roku w Roncesvalles. Pokonany został dopiero w 842 roku przez Abd ar-Rahmana II. Najazd Maurów nie zachwiał jednak jego panowaniem. Nawarra przetrwała próbę czasu i stała się jednym z ważniejszych państw biorących udział w rekonkwiście.
Dynastia zapoczątkowana przez Inigo Inigueza rządziła Nawarrą do 1234 r., kiedy to przejął w niej władzę dom z Szampanii.